# Ядерная программа Испании
Ядерная программа Испании, также известная как Проект Ислеро (исп. Proyecto Islero) — испанская программа создания собственного ядерного оружия, осуществлявшаяся в период правления Франсиско Франко, а также в начале демократического правления в Испании. Была закрыта под давлением Соединённых Штатов Америки в 1981 году.

## История
В 1955 году Испания подписала соглашение о ядерном сотрудничестве с США в рамках программы «Атом для мира». В декабре 1958 года Франсиско Франко торжественно открыл Центр ядерной энергии имени Хуана Вигона в Мадриде. Из-за сложных отношений с Марокко после обретения ею независимости в 1956 году, Высший генеральный штаб Испании рассматривал возможность разработки ядерной бомбы, чтобы предотвратить марроканские претензии на Сеуту, Мелилью, Испанскую Сахару или другие испанские владения. В 1963 году правительством был заказан секретный доклад о возможностях создания атомной бомбы без привлечения излишнего внимания от международного сообщества. Авиакатастрофа над Паломаресом также получила источником информации по этому вопросу.
Названием для проекта послужила кличка быка, который убил тореадора Манолете. Руководить проектом был назначен инженер и генерал-майор ВВС Гильермо Веларде, который изучал ядерную физику в Университете штата Пенсильвания и в Аргоннской национальной лаборатории в Чикаго (США) и приобрёл значительный опыт в научных исследованиях. Работа была разделена на два этапа: проектирование самой атомной бомбы и строительство ядерного реактора, завода по производству топливных элементов реактора и завода по извлечению плутония. Для облегчения изготовления бомбы решили использовать в ней плутоний. В 1966 году испанскими физиками во главе с Веларде при анализе аварии в Паломаресе был самостоятельно открыта схема Теллера-Улама — основа термоядерных бомб, разработанная в 1952 году Станиславом Уламом и Эдвардом Теллером в США, а затем повторённая в 1954 году Андреем Сахаровым в Советском Союзе и в 1966 году Робером Дотреем во Франции и Пэном Хуаньу в Китае.
В 1966 году Франко провёл встречу с Веларде, на которой приказал отложить на неопределённый срок сборку ядерной бомбы «в металле», но не теоретические работы по проекту. Франко считал, что сохранить в тайне испанскую ядерную бомбу не удастся, рано или поздно о её существовании узнают за рубежом, и хотел предотвратить дальнейшие экономические санкции. Генерал разрешил продолжить исследования, но без участия вооружённых сил, и пообещал не подписывать международное соглашение о запрете разработки ядерного оружия, переговоры о котором велись в то время. 1 июля 1968 года почти пятьдесят стран подписали Договор о нераспространении ядерного оружия, но Испании не было в их числе. В этом же году в здании Совета по ядерной энергии (ныне Центр энергетических, экологических и технологических исследований) был установлен первый испанский ядерный реактор, способный производить оружейный плутоний, и в следующем году были получены первые граммы этого материала.
В 1971 году, по просьбе Мануэля Диеса-Алегрии, начальника Высшего генерального штаба, Веларде снова взялся за проект «Ислеро». Плутоний должен был быть незаметно произведён на атомной электростанции Ванделос — по французской технологии, поскольку Шарль де Голль поддерживал наличие атомной бомбы у Испании, — а в качестве испытательного полигона рассматривалась пустыня Сахара. В 1977 году стала известна планируемая производительность Центра ядерных исследований в Сории: 140 килограммов плутония в год, чего было достаточно для изготовления 23 бомб в год. Но давление США усиливалось и в 1981 году демократическое правительство Испании согласилось отменить проект и передать материалы инспекторам из МАгАтЭ. В 1987 году Испания подписала Договор о нераспространении ядерного оружия, символически закрыв проект.